# Robert Duxbury
Robert Shorrock Duxbury (1 tháng 1 năm 1890 – 1962) là một cầu thủ bóng đá người Anh thi đấu cho Huddersfield Town.
Druxbury sinh ra ở Darwen trong năm mới của 1890, là con của Robert Shorrock Duxbury Sr., và Margaret Ann Storer. Ông mất ở Darwen năm 1962.